# George H. White
George Hunter White, né le 22 juin 1908 à Los Angeles et mort le 23 octobre 1975 à San Francisco, est un vétéran de la Seconde Guerre mondiale et un agent fédéral américain du Federal Bureau of Narcotics (FBN).

## Biographie

### Début de la vie
George Hunter White est né le 22 juin 1908 à Los Angeles, en Californie. En 1928, à l'âge de vingt ans, il est diplômé de l'Oregon State College,. Après avoir obtenu son diplôme, White travaille pendant cinq ans comme journaliste au San Francisco Call-Bulletin, puis au City News Service de Los Angeles et au Los Angeles Evening and Herald Express,.  Il couvre plusieurs procès liés au trafic de stupéfiants pour les agences de presse locales.
En août 1934, White rejoint la patrouille frontalière des États-Unis le long de la frontière entre le Sud de la Californie et le Mexique, sa première affectation en tant qu'agent fédéral,,.
En 1936, White intègre le Federal Bureau of Narcotics (FBN) de Seattle. Dans ce rôle, il travaille sous la direction du commissaire Harry J. Anslinger et obtient rapidement des résultats dans des affaires médiatisées. Une de ses premières missions est d'infiltrer l'organisation criminelle sino-américaine Hip Sing Tong en se faisant passer pour un trafiquant de drogue. Pendant presque deux ans, White est progressivement initié aux secrets de l'organisation et collecte des informations précieuses sur son fonctionnement. En novembre 1937, il participe à l'arrestation d'une trentaine de membres du Hip Sing Tong à travers le pays,,. À la suite de cette affaire, White est affecté au bureau du FBN de Manhattan, à New York, et placé sous la direction de Garland H. Williams.

### Seconde Guerre mondiale
Lorsque les États-Unis déclarent la guerre à l'Allemagne lors de la Seconde Guerre mondiale, White est l'une des personnes recommandées par Anslinger pour intégrer une nouvelle agence de renseignement créée par William J. Donovan. Il s'agit de l'Office of the Coordinator of Information (« Bureau du coordinateur de l'information ») (COI), précurseur direct de l'Office of Strategic Services (OSS) et de la Central Intelligence Agency (CIA).
En 1942, il est l'un des douze hommes du COI sélectionnés pour suivre une formation dans un camp d'entraînement du Special Operations Executive (SOE) britannique à l'extérieur de Toronto, au Canada, appelé « Camp X ». Il est formé aux méthodes britanniques de sabotage, de reconnaissance, de guérilla et de gestion de réseaux,. Dans son journal personnel, White qualifie cet endroit d'« école du meurtre et du chaos »,.
White devient ensuite l'un des instructeurs des centres de formation du COI à Washington, D.C., sous le commandement de Garland H. Williams, devenu directeur de la formation du COI. Il enseigne le contre-espionnage à des centaines d'agents d'infiltration avant qu'ils ne soient déployés en Europe, en Asie et en Afrique. En juin 1942, le COI est remplacé par l'OSS sur ordre du président Franklin D. Roosevelt. White est affecté à la division du contre-espionnage de l'OSS, basée à Washington et ses alentours,. Parmi ses élèves, qui ne sont encore que des officiers novices, figurent les anthropologistes Carlton S. Coon et Gregory Bateson, le psychiatre James A. Hamilton, le militant Alfred M. Hubbard et plusieurs futurs responsables de la CIA : Richard Helms, Frank Wisner, James J. Angleton, Lyman B. Kirkpatrick Jr. et William Colby,.
En avril 1943, White est sollicité pour tester les effets d'un « sérum de vérité » secrètement mis au point par un comité de l'OSS. Il est convoqué à Washington à la demande du scientifique Stanley P. Lovell et du général Donovan,. D'après le journal personnel de White, il se porte volontaire pour expérimenter lui-même les effets de cette substance psychotrope (un acétate de tétrahydrocannabinol particulièrement puissant qui n'a pas d'odeur ni de goût). Dans son cas, le produit est injecté dans le tabac d'une cigarette à l'aide d'une seringue,. Fumer un mélange de marijuana et de tabac est une pratique connue des musiciens et chanteurs de jazz depuis des années, observée par les agents du bureau des stupéfiants au cours de leurs enquêtes. Le premier test sur un sujet non volontaire a lieu le 27 mai 1943. White invite chez lui August Del Gracio, un homme décrit par les documents de l'OSS comme un « gangster notoire de New York »,. Après plusieurs cigarettes dans lesquelles la drogue a été discrètement mélangée au tabac, le sujet est « manifestement défoncé et extrêmement bavard ». Il révèle des informations clés sur ses activités criminelles, considérées comme si sensibles que beaucoup ont été supprimées des documents publiés trente-quatre ans plus tard,.
D'autres expérimentations supervisées par White ont lieu en septembre 1943 à l'hôtel Belmont Plaza de New York,. Les six sujets sont des recrues de l'armée. James A. Hamilton et Allen Abrams, directeur adjoint de la recherche et du développement de l’OSS, participent à cette série de tests, qui dure trois jours. Ils sont rejoints par des officiers de l'U.S. Army Chemical Corps, le médecin Harold A. Abramson et le biochimiste Frank Olson, qui s'intéressent aux possibilités de diffusion en aérosol de la substance. 
À la fin de l'année 1943, l'OSS est confronté à un problème en Inde. Le port de Calcutta, essentiel à l'approvisionnement des forces alliées, est la cible des bombardements aériens de l'armée japonaise. Les agents supervisant la zone remarquent que les attaques les plus intenses coïncident avec les périodes de forte activité du port, et supposent qu'un espion, quelque part dans les chantiers navals, transmet des renseignements aux Japonais. George H. White, promu au grade de lieutenant-colonel, est envoyé sur place par le général Donovan,. 
Après plusieurs jours et nuits de surveillance assidue, il pense avoir identifié l'espion : un résident chinois qui possède une petite boutique au coeur du centre commercial de la ville. Lors de la confrontation, qui ne se passe pas comme prévu, White tire sur le suspect avec son révolver et le tue,. Alors qu'il écrivit lui-même, des décennies plus tard, ne pas savoir avec certitude si l'homme abattu était bien l'informateur visé, les bombardements cessèrent peu après cet incident. 

### Après la guerre
En juillet 1945, après la fin de la Seconde Guerre mondiale en Europe, White revient aux États-Unis pour poursuivre sa carrière d'agent fédéral du FBN. Il est nommé à la tête du district de Chicago, dans l'Illinois,.
En 1950 et 1951, il travaille en tant qu’enquêteur spécial assigné à un comité du Sénat des États-Unis dirigé par Estes Kefauver. White est chargé d'examiner l'étendue des activités du crime organisé sur le territoire américain,,.

#### Arrestation controversée de Billie Holiday
Le 22 janvier 1949, White fait irruption dans une chambre de l'hôtel Mark Twain de San Francisco, sans mandat de perquisition. D'après son rapport et celui du policier qui l'accompagne, ils trouvent de l'opium caché dans la salle de bain. La chanteuse de jazz Billie Holiday et son manager John Levy sont arrêtés. Dans sa déposition, Holiday déclare que la drogue a été placée par une autre personne, à son insu. Elle est inculpée pour violation des lois locales sur les stupéfiants et jugée deux semaines plus tard,.
Lors du procès, son avocat Jake W. Ehrlich insiste sur l'abstinence de la chanteuse depuis un an. Il accuse White d'avoir préparé son intervention avec l'aide d'un informateur, en l'occurrence John Levy, pour qui les poursuites ont été abandonnées. Après avoir entendu tous les témoignages, un jury composé de douze citoyens déclare Billie Holiday non coupable,.

#### Opération Midnight Climax
En mai 1952, George H. White est contacté par le Dr Sidney Gottlieb pour mener une série d'expérimentations humaines du LSD sur des citoyens américains abordés dans la rue. Il est en poste à New York, où ses contacts et son expérience d'agent infiltré sont des atouts pour le programme. Leur première rencontre a lieu dans les locaux de la CIA à Washington, en présence du Dr Robert V. Lashbrook. White accepte la proposition de la CIA et devient consultant pour le bureau des services techniques (TSS), qui centralise les données du projet MK-ULTRA,.
Les expérimentations débutent un an plus tard, après que le projet et son financement exceptionnel aient été approuvés par le directeur de l'agence. Dans son rôle de consultant pour la CIA, White utilise le pseudonyme « Morgan Hall »,,. Il loue et aménage un appartement de Greenwich Village, à Manhattan, où il peut droguer à leur insu des personnes rencontrées dans des endroits publics. Leurs réactions sont enregistrées par des appareils de surveillance et observées par White, caché dans la pièce adjacente derrière un miroir sans tain,,. Il s'agit du sous-projet 3 de MK-ULTRA selon des documents déclassifiés et les auditions de Gottlieb et Lashbrook en 1977,.
En novembre 1953, le biochimiste et consultant de la CIA Frank Olson meurt après une chute de dix étages. Il partageait sa chambre avec Lashbrook, dont les poches sont fouillées par les policiers au commissariat. Ils trouvent un papier sur lequel sont inscrites les initiales de George White (« GW »), celles de son pseudonyme (« MH ») et l'adresse de la planque de Greenwich Village,.
En 1955, White est nommé superviseur du district de San Francisco au FBN. Dans cette ville qu'il connait bien, il aménage une deuxième installation à Telegraph Hill, similaire à celle de New York. Pour l'assister dans ses différentes missions, White fait appel à un ancien agent du renseignement militaire, Ira Feldman. Dans le cadre du sous-projet 42, il lui demande de recruter des prostituées dans le but d'étudier le potentiel de la combinaison du sexe et de la drogue pour la collecte d'informations. Parmi les consultants de la CIA ayant un accès au projet, il y a le psychologue John Gittinger et le psychiatre James A. Hamilton, que White a connu lorsqu'il était formateur pour l'OSS,,.
Pendant dix ans, la planque de Telegraph Hill est utilisée comme maison-close pour compromettre des individus ou extorquer des informations. Les scènes ont lieu dans une pièce équipée de matériel pour la surveillance et l'enregistrement, installé par l'entreprise d'un ami de White. L'influence de l'agent fédéral au sein des services de police facilite le déroulement de l'opération. Les prostituées possèdent toutes une carte avec son numéro de téléphone, qu'elles peuvent utiliser pour sortir de prison en cas d'arrestation,.
En 1963, l'inspecteur général de la CIA découvre l'existence et la nature de l'opération Midnight Climax. Il envoie un rapport au directeur de l'agence John McCone pour demander l'arrêt des expérimentations. Les sites sécurisés de San Francisco sont fermés en 1965 et celui de New York en 1966, marquant la fin des activités de White en tant qu'agent fédéral pour la CIA et le FBN,.

### Retraite et mort
En 1965, à la suite de la fermeture des sites de San Francisco, White quitte le FBN et déménage dans une petite maison à Stinson Beach, où il devient chef du service d'incendie,,. Il meurt le 23 octobre 1975 d'une cirrhose, à l'âge de 67 ans,.